# Мићини и Верини дани
Мићини и Верини дани је културна манифестација која се организује у помен на српске признате сликаре Миодрага Мићу Поповића и Веру Божичковић Поповић.

## Опште информације
Мићини и Верини дани се одржавају почев од 2011. године, сваке године, 12. јуна, а везани су за дан рођења сликара, Миодрага Миће Поповића  рођеног у Лозници.
Манифестација траје два дана, током којих се приказују разни програми из области ликовне, позоришне и филмске уметности. 
Центар за културу  „Вук Караџић”, том приликом издаје часопис „Призор”, у коме се поред приказа  културна историја Јадра, посебан акценат ставља на уметност Миће Поповића. Часопис „Призор“ обједињује текстове врсних стручњака за историју уметности, историју, географију, етнологију, драматургију, затим дневнике Миће Поповића са студијских путовања, као и друге осврте на историју овог краја.
- Миодраг Миће Поповић, аутопортрет
- Вера Божичковић Поповић, аутопортрет